# Lincoln Castle
Lincoln Castle er en stor normannisk borg, der er opført i Lincoln i England i 1000-tallet af Vilhelm Erobreren på samme sted, hvor der lå en romersk fæstning. Fæstningen er speciel, da den har to motter. Det er den ene af blot to fæstninger i landet, som har det (den anden er Lewes Castle i East Sussex).
Lincoln Castle blev brugt som fængsel og domhus helt op til moderne tid, og det er en af de bedre bevarede borge i England. Fæstningen er åben for offentligheden de fleste dage, og det er muligt at gå på murene, hvorfra der er udsigt over det store borgkompeks, Lincoln Cathedral, dele af byen og landskabet. Lincoln Castle ejes af Lincolnshire County Council og er et scheduled ancient monument.
Borgen er blevet belejret to gange; første gang i 1141 og anden gang i 1217.
På borgen findes én af blot fire eksemplarer af Magna Carta fra 1215.

## References
1. ↑  Historic England "Lincoln Castle (Grade Scheduled) (1005049)". National Heritage List for England. Hentet 10/10-2019
2. ↑  Lincoln Castle (Grade Scheduled) (1005049). National Heritage List for England. English Heritage. Retrieved 3. maj 2013.